# Semotrachia huckittana
Semotrachia huckittana är en snäckart som beskrevs av Alan Solem 1993. Semotrachia huckittana ingår i släktet Semotrachia och familjen Camaenidae. Inga underarter finns listade i Catalogue of Life.